# 竜王橋 (広島市)

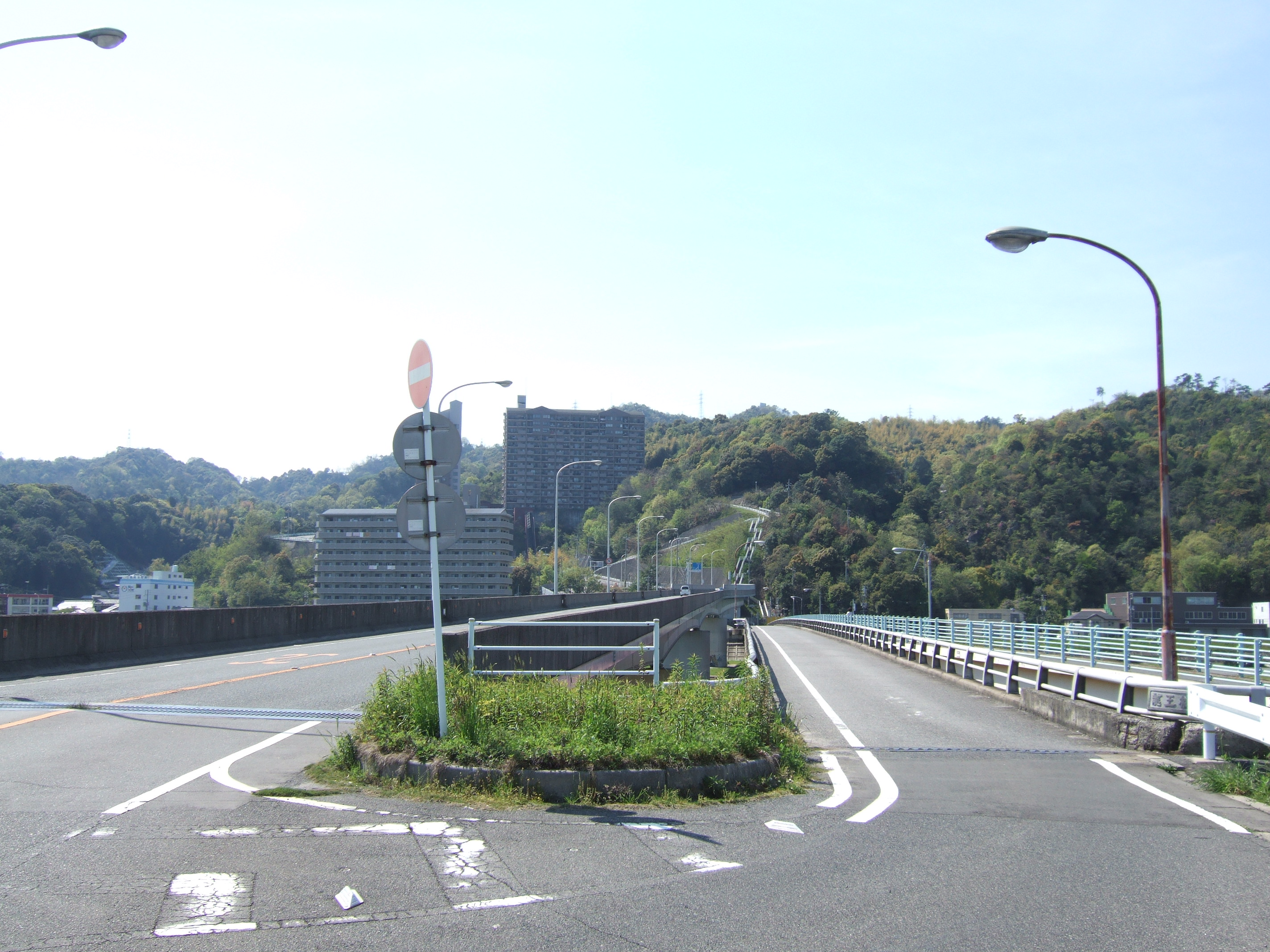
東詰より。左側が新竜王橋

竜王橋（りゅうおうばし）は、広島県広島市の太田川（太田川放水路）に架かる道路橋。なお、本項ではすぐ下流側の「新竜王橋（しんりゅうおうばし）」についても述べる。

## 概要
上流から、竜王橋歩道橋、竜王橋、新竜王橋の順となる。竜王橋および新竜王橋は車両専用橋梁であり、竜王橋のみ西から東にある市内方向への一方通行である。
竜王橋西詰が放水路右岸側護岸道路との交点である竜王橋西交差点、その上空を新竜王橋が通っている状況である。この橋から西へむかっていくと、竜王公園へ辿りつく。上流にJR可部線の鉄橋、下流にJR山陽新幹線および山陽本線の鉄橋がある。東側河川敷にカヌーの着水場がある。
放水路改修工事にともない、1966年（昭和41年）3月に竜王橋が架けられた。ただ、2箇所待避所があるものの幅員が狭かったため、上流側に歩道橋を架設、車道専用橋となった。それでも狭い幅員であったため新規に橋を架けることが決定、1989年（平成元年）3月に新竜王橋が竣工、1991年（平成3年）4月開通、現在の形となり竜王橋も一方通行となった。

## 諸元
- 竜王橋
  - 路線名 - 広島市道西1区192号線（一方通行）
  - 橋長 - 284.0m
  - 支間 - 40.5m+2@40.0m+43.0m+2@40.0m+40.5m
  - 幅員 - 4.0m
  - 上部工 - 7径間単純合成鈑桁橋
  - 下部工 - RC橋台2基、RC柱式橋脚6基
  - 基礎工 - ?

- 新竜王橋
  - 路線名 - 広島市道西1区192号線
  - 橋長 - 329.5m
  - 支間 - 84.9m+80.0m+83.0m+80.2m
  - 幅員 - 9.0m
  - 上部工 - 4径間連続箱桁橋
  - 下部工 - RC橋台2基、RC壁式橋脚3基
  - 基礎工 - ?